# Masterpieces (album Hammerfall)
Masterpieces – składanka szwedzkiego zespołu Hammerfall. Album ten zawiera wszystkie nagrane przez zespół covery (do daty swojego wydania) i trzy nowe piosenki, również będące coverami.

## Lista utworów
1. "Child of the Damned" (cover Warlord) – 3:42
2. "Ravenlord (cover Stormwitch)" – 3:31
3. "Eternal Dark" (cover Picture) – 3:07
4. "Back to Back" (cover Pretty Maids) – 3:39
5. "I Want Out" (cover Helloween) – 4:36
6. "Man on the Silver Mountain" (cover Rainbow) –5:55
7. "Head Over Heels" (cover Accept) – 4:35
8. "Run With the Devil" (cover Heavy Load) – 5:13
9. "We're Gonna Make it" (cover Twisted Sister) – 3:33
10. "Breaking the Law" (cover Judas Priest) – 2:48
11. "Angel of Mercy" (cover Chastain) – 5:38
12. "Rising Force" (cover Yngwie Malmsteen) – 4:31
13. "Detroit Rock City" (cover Kiss) – 3:53
14. "Crazy Nights" (cover Loudness) – 3:38
15. "När vindarna viskar mitt namn" (cover Roger Pontare) – 3:09
16. "Flight of the Warrior" (cover Riot) – 4:22
17. "Youth Gone Wild" (cover Skid Row) – 3:20
18. "Aphasia" (cover Europe) – 2:34

## Muzycy
- Joacim Cans – śpiew (wszystkie utwory z wyjątkiem 10)
- Oscar Dronjak – gitara, śpiew (wszystkie utwory)
- Pontus Norgren – gitara, śpiew (utwory 16-18)
- Fredrik Larsson – gitara basowa, śpiew (utwory 1, 15-18)
- Anders Johansson – instrumenty perkusyjne (utwory 7-18)
- Jesper Strömblad – instrumenty perkusyjne (utwory 1)
- Glenn Ljungström – gitara (utwory 1)
- Patrik Räfling – instrumenty perkusyjne (utwory 1-5)
- Magnus Rosén – gitara basowa (utwory 2-14)
- Stefan Elmgren – gitara, śpiew (utwory 5-15)